# NAT9
La N-acetiltransferasa 9 es una enzima que en humanos está codificada por el gen NAT9.